# Till Topf
Till Topf (Berlino, 3 giugno 1962) è un attore tedesco.

## Biografia
Ancora studente partecipa a produzioni televisive, come il ruolo nella serie del 1981 Tod eines Schülers, come protagonista giovane studente che affronta il tema del suicidio e per il quale riceverà il premio Goldene Kamera. 
Parteciperà poi alla produzione Die Geschwister Oppermann del 1983. Due anni dopo sarà nella serie Diese Drombuschs come Joost Zimmermann. E' noto per le diverse partecipazioni a serie come Der Alte, L'ispettore Derrick e Un caso per due.